# Schwankungsstärke
Die Schwankungsstärke ist eine Messgröße für die subjektiv empfundene Schwankung der Lautstärke.
Die Maßeinheit der Schwankungsstärke ist vacil. 1 vacil ist definiert als Schwankungsstärke eines 1-kHz-Tons von 60 dB Schalldruck, der mit einer Frequenz von 4 Hz und einem Modulationsgrad von 1,0 = 100 % amplitudenmoduliert wird. Die Modulationsfrequenz des Geräusches muss mit recht hoher Genauigkeit bestimmt werden, wodurch Signallängen von mindestens 4 Sekunden nötig werden.
Die Schwankungsstärke ist verhältnisskaliert, d. h. ein Geräusch, das doppelt so schwankend empfunden wird wie der Definitionsschall, besitzt eine Schwankungsstärke von 2 vacil. 
Das Modell zur Berechnung der Schwankungsstärke lieferten Eberhard Zwicker und Hugo Fastl. Die Schwankungsstärke gehört damit zu den Zwicker-Parametern, wie
- die in Sone  angegebene Lautheit
- die in Asper angegebene Rauhigkeit
- die in Acum  angegebene Schärfe.